# Địa lý Liên Xô

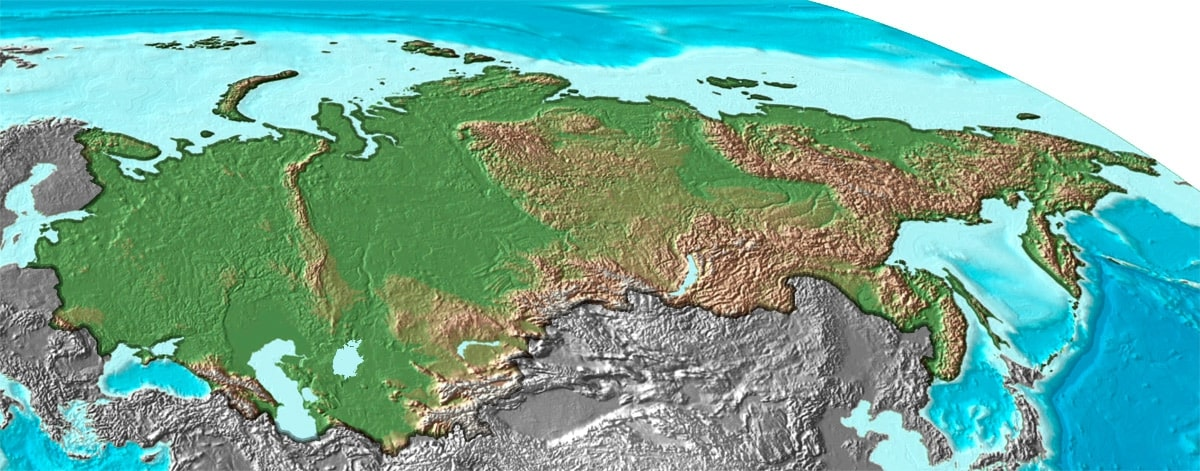
Bản đồ địa hình Liên Xô

Liên bang Cộng hòa Xã hội chủ nghĩa Xô viết đã từng là quốc gia lớn nhất trên Trái Đất. Diện tích đất liền của nó chiếm khoảng một phần sáu tổng diện tích đất của Trái Đất, khoảng 22.402.200 triệu km2
, tương đương với hai lần rưỡi diện tích đất liền của Hoa Kỳ Toàn bộ lục địa Bắc Mỹ. Liên Xô bao phủ phần lớn Bắc Á và Đông Âu. Khoảng một phần tư lãnh thổ của Liên Xô là ở châu Âu và phần còn lại là ở châu Á. Cộng hòa Xã hội chủ nghĩa Xô viết Liên bang Nga là nước cộng hòa chính của Liên Xô và là người kế thừa lớn nhất của lãnh thổ Liên Xô. Diện tích của nó chiếm khoảng {\displaystyle 3/4} của Liên Xô.

## Đặc điểm địa lý

### Diện tích
Diện tích của Liên Xô là 22.402 triệu km². Phần phía tây của Liên Xô, chiếm hơn một nửa châu Âu, chiếm tổng diện tích khoảng 25%. Đồng thời, khoảng 72% dân số cả nước sống trong đó và các doanh nghiệp công nghiệp và nông nghiệp chính đã tập trung. Chính tại khu vực phía tây của đất nước, Đế quốc Nga bắt nguồn giữa sông Dnepr và Ural, sau đó đã mở rộng và đặt nền móng cho sự tồn tại của nhà nước Liên Xô.

### Biên giới và các nước láng giềng của Liên Xô
Chiều dài biên giới của Liên Xô là lớn nhất thế giới và bằng 62.710 km. Liên Xô trải dài từ tây sang đông trong 10.000 km từ Mũi đất Kursh ở vùng Kaliningrad của Nga Xô viết đến Diomede Lớn ở Eo biển Bering của Khu tự trị Chukotka thuộc Magadan của Nga Xô viết. Từ phía bắc đến phía nam của Liên Xô, nó trải dài 5.000 km từ Mũi Chelyuskin trong Khu tự trị Taymyr của Krasnoyarsk vùng đến thành phố Serhetabat ở vùng Mary, Turkmenistan Xô viết của Trung Á. Trên đất liền, Liên Xô đã giáp với 12 quốc gia - 6 ở Châu Á (Bắc Triều Tiên, Trung Quốc, Mông Cổ, Afghanistan, Iran và Thổ Nhĩ Kỳ) và 6 ở châu Âu (România, Hungary, Tiệp Khắc, Ba Lan, Na Uy và Phần Lan). Bằng đường biển, Liên Xô đã giáp với hai quốc gia là: Hoa Kỳ và Nhật Bản.

### Đường bờ biển của Liên Xô
Liên Xô đã rửa 12 vùng biển thuộc các đại dương Bắc Cực, Thái Bình Dương và Đại Tây Dương. Biển Caspi thường được coi là biển vào ngày 13, mặc dù đây là một hồ nước. Hơn hai phần ba biên giới của Liên Xô là biển, khiến bờ biển Liên Xô có chiều dài nhất thế giới vào thời điểm đó. Đồng thời, phần lớn đường bờ biển nằm ngoài Vòng Bắc Cực và được bao phủ bởi băng. Cảng quanh năm duy nhất ở Bắc Băng Dương là Murmansk, bị dòng nước Na Uy ấm áp cuốn trôi. Do đó, việc sử dụng một lợi thế thương mại và kinh tế như vậy, chẳng hạn như tiếp cận với biển, gặp nhiều khó khăn.

## Khu tự nhiên của Liên Xô
Hầu hết các nhà địa lý Liên Xô và nước ngoài chia lãnh thổ Liên Xô rộng lớn này thành 5 khu vực cảnh quan thiên nhiên, trải dài chủ yếu theo hướng dưới lòng đất: lãnh nguyên, taiga, thảo nguyên, vùng đất khô cằn và vùng cao. Hầu hết Liên Xô nằm trên ba đồng bằng: Đông Âu, Tây Siberia và Turan, hai cao nguyên: Cao nguyên Trung Sibir và Vùng cao Kazakhstan, cũng như các khu vực miền núi nằm chủ yếu ở phía đông bắc của đất nước hoặc gần biên giới phía nam của nó.